# Eulithis similis
Eulithis similis är en fjärilsart som beskrevs av Walker 1862. Eulithis similis ingår i släktet Eulithis och familjen mätare. Inga underarter finns listade i Catalogue of Life.